# Carel Struycken
Carel Struycken (* 30. července 1948, Haag, Nizozemsko) je nizozemský divadelní, filmový a televizní herec a fotograf. Účinkoval jako komorník Lurch v komediích Barryho Sonnenfelda Addamsova rodina (1991) a Addamsova rodina 2 (1993).

## Životopis
Narodil se v Haagu, ale když měl čtyři roky, jeho rodina se přestěhovala do Curaçao v Karibiku. Ve věku 15 let zkomponoval několik melodií pro waltz. V šestnácti letech se vrátil do Holandska a studoval na filmové škole v Amsterdamu. Potom rok pokračoval ve studiu na americkém filmovém institutu v Los Angeles.
Známým se stal po účinkování ve filmech jako Ewok: Battle of Endor (1985) v roli krále Teraka, Čarodějky z Eastwicku v roli Fidela a Addamsova rodina (1991) a Addamsova rodina 2 (1993) v roli komorníka Lurch. Účinkoval taky ve videoklipu písničky A.D.I.D.A.S od kapely KoRn.
Je ženatý, má dvě děti a žije v Los Angeles. Je vegetariánem a trpí akromegalií, onemocněním způsobeným nadměrnou sekrecí růstového hormonu. Struycken se vyznačuje neobvyklou výškou, herec měří 213 cm.

## Filmografie (výběr)

### TV pořady
- 1987–1992: Star Trek: Nová generace
- 1990–1991, 2017: Twin Peaks (9 epizod)
- 1994: Babylon 5
- 1996: Star Trek: Voyager
- 2002: Čarodějky
- 2006: Jmenuju se Earl
- 2010: Odložené případy (epizoda: „Proměna“)
- 2014: Černá listina

### Filmy
- 1978: Sgt. Pepper 's Lonely Hearts Club Band
- 1985: Ewoks : Bitva o Endor
- 1987: Čarodějky z Eastwicku
- 1991: Addamsova rodina
- 1993: Cesta do středu Země
- 1993: Addamsova rodina 2
- 1994: Oblivion
- 1997: Muži v černém
- 1998: Addams Family Reunion
- 2017: Geraldova hra
- 2019: Doktor Spánek

### Jako scenárista
- 1980: Go West, Young Man – režie Urs Egger